# Edinburgh Cup 1974
L'Edinburgh Cup 1974 è stato un torneo di tennis giocato sull'erba. È stata la 4ª edizione del torneo, che fa parte dei Tornei di tennis femminili indipendenti nel 1974. Si è giocato ad Edimburgo in Gran Bretagna, dal 4 al 10 novembre 1974.

## Campionesse

### Singolare
Virginia Wade ha battuto in finale  Julie Heldman con il punteggio di 6–3, 4–6, 6–2

### Doppio
Mima Jaušovec /  Virginia Ruzici hanno battuto in finale  María-Isabel Fernández /  Raquel Giscafré con il punteggio di 6–4, 4–6, 6–4